# Harangmező
Harangmező (románul: Hidișelu de Sus, németül: Glockendorf) falu Romániában, Bihar megyében.

## Fekvése
Bihar megyében, a Nagyváradtól délre, Almamező keleti szomszédjában fekvő település.

## Története
Harangmező földesura a nagyvárad-előhegyi prépostság volt, mely még az 1900-as évek elején is birtokában volt.
A település határában található Csetacsele (Váracska) nevű hegyen a hagyományok szerint egykor kisebb vár állott,
a vele szemben levő Boglya-hegy-en pedig nagyobb építmény állt, melynek pinceüregei az 1800-as évek elején omlottak be.
Harangmező a trianoni békeszerződés előtt Bihar vármegyéhez tartozott.

## Nevezetességek
- Ortodox templom.